# Elberta (Alabama)
Elberta és un poble dels Estats Units a l'estat d'Alabama. Segons el cens del 2000 tenia 552 habitants.

## Demografia
Segons el cens del 2000, Elberta tenia 552 habitants, 228 habitatges, i 152 famílies. La densitat de població era de 284,2 habitants/km².
Dels 228 habitatges en un 30,3% hi vivien nens de menys de 18 anys, en un 45,6% hi vivien parelles casades, en un 17,1% dones solteres, i en un 33,3% no eren unitats familiars. En el 29,4% dels habitatges hi vivien persones soles el 14,9% de les quals corresponia a persones de 65 anys o més que vivien soles. El nombre mitjà de persones vivint en cada habitatge era de 2,42 i el nombre mitjà de persones que vivien en cada família era de 2,98.
Per edats la població es repartia de la següent manera: un 24,5% tenia menys de 18 anys, un 7,2% entre 18 i 24, un 27,4% entre 25 i 44, un 21,9% de 45 a 60 i un 19% 65 anys o més.
L'edat mediana era de 40 anys. Per cada 100 dones hi havia 87,8 homes. Per cada 100 dones de 18 o més anys hi havia 74,5 homes.
La renda mediana per habitatge era de 22.375 $ i la renda mediana per família de 28.125 $. Els homes tenien una renda mediana de 28.500 $ mentre que les dones 20.833 $. La renda per capita de la població era de 12.942 $. Aproximadament el 16,1% de les famílies i el 20% de la població estaven per davall del llindar de pobresa.

## Poblacions més properes
El següent diagrama mostra les poblacions més properes.